# جووانی شیفونی
جووانی شیفونی (ایتالیایی: Giovanni Scifoni؛ ‏تلفظ در ایتالیایی: [dʒoˈvanni ʃʃiˈfoːni]؛ زادهٔ ۲۳ مهٔ ۱۹۷۶) بازیگر، نویسنده و کارگردان نمایش اهل ایتالیا است.
از فیلم‌ها و مجموعه‌های تلویزیونی که وی در آن نقش داشته‌است، می‌توان به گناه و شرم، بهترین دوران جوانی، حریم شکسته، من و پسرم – ماجراهای جدید برای کمیسر ویوالدی و واحد ضد مافیا اشاره کرد.